# Daniela Carneiro
Daniela Moté de Souza Carneiro (Campos dos Goytacazes, 10 de fevereiro de 1976), também conhecida como Daniela do Waguinho, é uma pedagoga e política brasileira filiada ao UNIÃO. É deputada federal desde 2019, e foi ministra do Turismo do terceiro governo Lula de 1.º de janeiro de 2023 a 14 de julho do mesmo ano.

## Carreira política
Em 2003, trabalhou na Secretaria Municipal de Educação do município do Rio de Janeiro. Depois trabalhou na Secretaria de Assistência Social e Cidadania do mesmo município.
Entre fevereiro de 2017 e março de 2018, Daniela exerceu o cargo de Secretária de Assistência Social e Cidadania de Belford Roxo no primeiro mandato de seu marido, Waguinho. Com a nomeação, foi alvo de reclamação ajuizada pelo Ministério Público do Estado do Rio de Janeiro por nepotismo (a irmã de Waguinho, Fabiane, também foi nomeada secretária).

### Câmara dos Deputados (2019–presente)
Nas eleições de 2018, Daniela foi eleita para o cargo de deputada federal pelo Movimento Democrático Brasileiro, tornando-se a mais votada do MDB no estado, a sexta no total do estado e a deputada mais votada em Belford Roxo, com 136 286 votos.
Durante a campanha, foi acusada de agressão por Tainá Sena, candidata a deputada estadual pelo PT. Segundo ela: "Um dos seguranças do Waguinho tirou o microfone da minha mão e bateu na minha boca. Eles estavam armados e deram tiros para o alto. O Waguinho, a Daniela e o [também candidato, Marcelo] Canella ficaram de longe, rindo". Por nota de impressa, Daniela e Waguinho afirmaram que "repudiam atos de violência e lamentam o ocorrido".
Na Câmara, como membro da 56.ª legislatura, votou a favor da reforma da previdência proposta pelo governo Bolsonaro em 2019. No ano seguinte, um projeto de lei feito pela deputada foi aprovado. Unido com outro similar pela relatora Marina Santos (Solidariedade-PI), a lei criou o Dia Nacional da Luta contra a Endometriose, a ser comemorado no dia 13 de março. Daniela declarou esperar que, com a aprovação, "[…] poderemos apresentar os caminhos para um tratamento efetivo e oferecer um atendimento digno e de qualidade para essas mulheres, principalmente no Sistema Único de Saúde." Daniela Carneiro foi autora também de um projeto que, no rescaldo da repercussão do caso Mariana Ferrer, aumentaria a pena por estupro de vulnerável a até 20 anos de prisão.
Em 15 de fevereiro de 2019, Daniela e seu marido foram alvos de um tiro de fuzil, em Belford Roxo, ao voltarem da inauguração de uma creche. Segundo a deputada, a provável causa foi um mal entendimento com as facções criminosas que comandam a região: "Lá tem duas facções. Para entrar, tem que se identificar. Estava tudo já alinhado nesse sentido. Tem um vereador da área que conhece lá os caras e quando chegamos vimos muitos fuzis, muitos caras armados. A gente teve que fazer toda aquela questão lá, tivemos que abaixar o vidro, aquelas questões todas que quando entra em área de risco tem de fazer. Mas a questão mesmo foi na volta. Por quê? Porque tem uma parte de outra facção, no morro de cima, que não sabia o que estava acontecendo, que ninguém avisou."
A deputada esteve envolvida no escândalo da Ceperj. Uma de suas assessoras na Câmara, Íris Campos Ramalha, estava simultaneamente empregada na Fundação Ceperj, recebendo ambos os salários; o acúmulo de funções e cargos públicos é proibido. A assessora foi exonerada.
Daniela Carneio chegou a ser indicada pelo União Brasil para candidata à vice-governadora na chapa de Cláudio Castro, que tentava a reeleição. Waguinho, que era o presidente estadual do partido, disse em 17 de março de 2022 que: "Daniela tem todo o perfil para ser a vice. É uma deputada atuante, é mulher e da Baixada Fluminense". No final, Cláudio acabou escolhendo o deputado estadual Thiago Pampolha, também do União.
Nas eleições de 2022, Daniela foi reeleita como deputada federal e alcançou a posição de mais bem votada em todo o estado, com um total de 213 706 votos. Daniela recebeu quase a metade de todos os votos validos de Belford Roxo (48,9%); somente ela e o ex-ministro da Saúde Eduardo Pazuello ultrapassaram a marca de 200 mil votos. A jornalista Berenice Seara, do Extra, relata que, ainda antes do segundo turno, Waguinho andava "todo pimpão" pela vitória da esposa. Em fevereiro de 2023, o Ministério Público do Rio de Janeiro instaurou inquérito para investigar supostas irregularidades em sua campanha, aberto em resposta a um questionamento do deputado Deltan Dallagnol (Podemos-PR). Dos 3 milhões de reais gastos em sua campanha, 1,09 milhão de reais foram gastos em gráficas que não se encontravam nos endereços indicados. Em nota, a equipe da deputada respondeu que Daniela "não tem responsabilidade sobre fornecedores de sua campanha que não informaram devidamente seus dados cadastrais à Receita".
Tanto Daniela quanto Waguinho haviam apoiado o presidente Bolsonaro, em sua eleição em 2018. No segundo turno da eleição presidencial de 2022, no entanto, Waguinho e Daniela decidiram apoiar a candidatura de Lula, da oposição, em troca da garantia de um ministério para Daniela.
A primeira-dama Michelle Bolsonaro ironizou a posição do casal em suas redes sociais. Num comício de apoio a Lula, Daniela declarou que foi recebida por Bolsonaro em seu gabinete, na ocasião da sanção de sua lei, com "indiferença e desprezo"; Michelle contrapôs a afirmação com um vídeo da própria deputada no qual agradecia o encontro, definindo-o como "uma grande alegria e sensação indescritível".
Após a vitória de Lula, tanto ela quanto Waguinho foram nomeados para a equipe de transição do novo governo — Daniela foi para a pasta Mulheres. Na ocasião declarou: "O prefeito Waguinho, eu e nosso grupo político sofremos ataques nas redes sociais por causa do nosso apoio ao presidente Lula, que, juntamente com a [primeira-dama] Janja, nos recebeu muito bem. Mas tínhamos o propósito de não deixar que a democracia fosse achincalhada e ameaçada. Zombaram da gente, mas lutamos até o fim e, contra tudo e contra todos, conseguimos colaborar com a vitória do Lula."

### Ministério do Turismo (2023)
Em dezembro de 2022, Daniela foi anunciada como a Ministra do Turismo do terceiro governo Lula. Ao assumir o ministério, trocou oficialmente seu nome profissional, com o qual havia se registrado junto ao Tribunal Superior Eleitoral, tirando assim a referência ao marido.
No começo do governo, a imprensa publicou uma série de matérias sobre as relações entre o grupo político de Daniela e Waguinho e a milícia fluminense. Ambos receberam o apoio do ex-policial militar Juracy Alves Prudêncio, vulgo "Jura", chefe do grupo miliciano "Bonde do Jura", condenado por homicídio e formação de quadrilha em 2009 e que chegou a ser nomeado assessor numa secretaria da prefeitura de Belford Roxo em 2017. Jura trabalhou como cabo eleitoral na campanha de Daniela.
O deputado Marcelo Freixo, notório por presidir a CPI das Milícias no Rio, foi indicado para a presidência da Embratur, sendo subordinado, portanto, à Daniela. Questionado sobre a relação, Freixo disse que "cabia à ela falar sobre" e que "minha relação com ela é muito recente, mas muito boa e de muito diálogo". O governador do Rio, Claudio Castro, partiu para a defesa de Daniela, reconhecendo-a como "super séria": "O compliance foi feito na urna", afirmou. Paulo Pimenta, ministro da Secretaria de Comunicação Social, defendeu a colega apontando a falta de relação da ministra com qualquer denúncia, afirmando ainda que ela possuía a "confiança do governo". A ministra declarou por meio de sua assessoria que: "apoio político não significa que ela compactue com qualquer apoiador que porventura tenha cometido algum ato ilícito". O Piauí Herald, noticiário satírico associado à revista Piauí, zombou: "Com ministério do Turismo para Daniela do Waguinho, esquerda pode continuar xingando governo de miliciano". A ministra posicionou-se contrária a derrubada de uma medida provisória aprovada no governo anterior sobre a alíquota do imposto de renda de despesas no exterior.
Em meio à pressão dos partidos do centrão em busca de mais espaço na Esplanada dos Ministérios e especulações de que deixaria o União Brasil para filiar-se ao Republicanos, em junho de 2023 Daniela comunicou ao presidente Lula que seu cargo estaria à disposição. Waguinho disse em entrevista que, na reunião com Daniela, Lula teria se emocionado ao afirmar que: "Daniela, você é minha cota, você é minha ministra, eu não quero que você saia". A CNN divulgou que a decisão sobre a permanência de Daniela no cargo seria tomada após o retorno de Lula de uma viagem à Europa. Após mais de um mês de negociações, em 13 de julho Lula confirmou que indicaria o deputado federal Celso Sabino, também do União, para assumir a pasta. Em 14 de julho a exoneração de Daniela foi publicada no Diário Oficial da União. Daniela não participou da sessão de posse de seu sucessor. Em um vídeo publicado no seu Instagram, a deputada destacou seus feitos, dizendo que trabalhou para fortalecer o setor de turismo, "tornando-o mais sustentável, acessível e inclusivo para todos". Disse também, retornando à Câmara, iria apoiar o governo Lula.
Em dezembro de 2023, o União, mesmo sendo da base governista, foi um dos partidos que votaram majoritariamente para derrubar vetos presidenciais sobre as leis que instituíam o marco temporal indígena e a desoneração fiscal da folha de pagamentos. Daniele questionou o partido publicamente, no Twitter: "Quando ministra, eu era a desculpa para o União Brasil não votar com o governo. Agora, a culpa é de quem?"

## Desempenho eleitoral
| Ano  | Eleição                     | Candidata a      | Partido | Coligação                          | Votos   | %     | Resultado |
| ---- | --------------------------- | ---------------- | ------- | ---------------------------------- | ------- | ----- | --------- |
| 2018 | Estaduais no Rio de Janeiro | Deputada federal | MDB     | O Rio Quer Paz (DEM, MDB, PP, PTB) | 136.286 | 1,93% | Eleita    |
| 2022 | Estaduais no Rio de Janeiro | Deputada federal | UNIÃO   | sem coligação                      | 213.706 | 2,47% | Eleita    |

## Vida pessoal
Daniela nasceu em Italva, mas cresceu na cidade vizinha de Cardoso Moreira, até os 15 anos. Ao saber que foi a deputada mais votada de Italva na sua primeira eleição (939 votos), afirmou: "Reafirmo meu compromisso de garantir os recursos federais e ser a voz do interior". Daniela é casada com o atual prefeito de Belford Roxo, Wagner dos Santos Carneiro, o Waguinho, e é mãe de dois filhos: Nathan e Callebe.
Daniela é formada em Pedagogia com especialização em orientação educacional e possui pós-graduação em psicomotricidade.
Em 2 de janeiro de 2023, na solenidade de posse como ministra do Turismo do terceiro governo Lula, modificou o seu nome público para Daniela Carneiro. Anteriormente, era conhecida como Daniela do Waguinho, em referência ao seu marido.